# Nesiergus halophilus
Nesiergus halophilus is een spinnensoort in de taxonomische indeling van de vogelspinnen (Theraphosidae).
Het dier behoort tot het geslacht Nesiergus. De wetenschappelijke naam van de soort werd voor het eerst geldig gepubliceerd in 1978 door Pierre L. G. Benoit.